# Miss Jackson
Miss Jackson là một bài hát của ban nhạc rock Mỹ Panic! at the Disco, phát hành vào ngày 15 Tháng Bảy năm 2013 như đĩa đơn đầu tiên cho album phòng thu thứ tư của ban nhạc, Too Weird to Live, Too Rare to Die! (2013). Lolo góp giọng hát cho "Miss Jackson". Một video ca nhạc của đạo diễn Jordan Bahat đi kèm với thông báo bài hát cũng như tiêu đề của album và ngày phát hành. Nó đánh dấu phát hành đầu tiên của ban nhạc kể từ năm 2011. Nó vươn lên top 10 trên iTunes khi phát hành và bán 56.000 lượt tải về kỹ thuật số trong tuần đầu tiên ra mắt ở vị trí thứ 68 trên bảng xếp hạng Billboard Hot 100 và No.27 trên Digital Songs.

## Music video
Video âm nhạc cho "Miss Jackson" được đạo diễn bởi Jordan Bahat và phát hành trên kênh Youtube của Fueled by Ramen gồm nữ diễn viên mỹ Katrina Bowden, người được biết đến với vai Cerie trên NBC sitcom 30 Rock (2006-2013).

## Bảng xếp hạng
| Bảng xếp hạng (2013)      | Vị trí cao nhất |
| ------------------------- | --------------- |
| Canadian Hot 100          | 73              |
| US Billboard Hot 100      | 68              |
| US Rock Songs (Billboard) | 11              |
| UK Singles                | 61              |